# کوهستان ورخویانسک
کوهستان ورخویانسک (روسی: Верхоянский хребет) رشته‌کوهی است در شرق سیبری که تقریباً به طول ۱۰۰۰ کیلومتر (۶۰۰ مایل) در جمهوری یاقوتستان ادامه دارد. این کوهستان یک کمان گسترده را بین رودخانه‌های لنا و اَلدان در غرب و رودخانه یانا در شرق تشکیل داده است. ارتفاع کوه‌های آن در جنوب تا ۲۴۸۰ متر (۸٬۱۵۰ فوت) می‌رسد. ذخایر زغال‌سنگ، نقره، سرب و روی در کوه‌های آن وجود دارد. کوهستان ورخویانسک درست در غرب مرز صفحات زمین‌ساختی اوراسیا و آمریکای شمالی قرار گرفته است.
پایین‌ترین دماهای جهان برای مکان‌های مسکونی در این کوهستان ثبت شده‌است و پوشش برفی منطقه در بیشتر فصول سال ضخامت زیادی دارد. در آخرین دوره یخبندان و در زمان یخبندان حداکثری آن دوره، این کوهستان یخچال‌های طبیعی گسترده‌ای را شامل می‌شد. 
چشم‌اندازهای آن در تابستان از نوع کوهستانی «آلپی» است. در این کوهستان یک منطقه توندرای کوهی وجود دارد که از گونه‌های گوناگون خزه و گلسنگ در آن می‌روید.